# Ottimati
Gli Ottimati (in latino Optimates, cioè i migliori) erano i componenti della fazione aristocratica conservatrice della tarda Repubblica romana.

## Nascita della fazione
In origine influenzavano la vita politica romana, essendo la gestione della Res Publica appannaggio soltanto di quella ristretta cerchia di nobili che avevano le possibilità e la cultura per dedicarsi alla politica. In seguito alla Secessione dell'Aventino, però, le classi popolari e piccolo e medio borghesi riuscirono a ritagliarsi una fetta di potere, da esercitare mediante loro rappresentanti: i tribuni della plebe, magistrati dotati di potere legislativo (per esempio il diritto di veto su qualsiasi legge o decreto del Senato), nonché di auctoritas, ovvero l'autorità morale. Inoltre erano conferiti della sanctitas, ossia la sacra inviolabilità della loro persona, che rendeva ogni atto sovversivo, finalizzato a danneggiarli materialmente o fisicamente, un delitto gravissimo. Per rispondere a questa organizzazione politica del popolo, anche i patrizi romani si allearono tra di loro nel movimento politico degli "optimates" (it. "ottimi", "nobili"), cioè il partito aristocratico.

## Organizzazione del movimento
In effetti la fazione aristocratica non era un vero e proprio partito politico secondo l'accezione moderna del termine. Era piuttosto una confederazione di nobili, ciascuno dei quali era politicamente indipendente (o quasi) dagli altri, grazie ad una diffusa rete di clientele e di alleanze che ciascun nobile gestiva in modo autonomo. L'appartenenza ad un'unica fazione era resa però evidente dall'alleanza di tutti i nobili "optimates" con il Senato, dal comune interesse a conservare tutti i privilegi nobiliari, nonché dalla comune avversione nei confronti dei "Populares" (l'organizzazione politica dei ceti popolari e borghesi) e dei "Tribuni della Plebe". Gli Ottimati, infatti, desideravano limitare il potere delle Assemblee della plebe ed estendere il potere del Senato romano, che era considerato più stabile e più dedicato al benessere di Roma. Si opponevano anche all'ascesa degli uomini nuovi (plebei, di solito provinciali, la cui famiglia non aveva avuto esperienza politica precedente) nella politica romana. L'ironia era che uno dei principali campioni degli ottimati, Marco Tullio Cicerone, era egli stesso un uomo nuovo.
Oltre ai loro obiettivi politici, gli ottimati si opposero all'estensione della cittadinanza romana fuori dall'Italia (e si opposero perfino ad assegnare la cittadinanza alla maggior parte degli Italici). Favorirono generalmente alti tassi di interesse, si opposero all'espansione della cultura ellenistica nella società romana e lavorarono duramente per fornire la terra ai soldati congedati (erano convinti che soldati felici erano probabilmente meno disposti a sostenere generali in rivolta).
La causa degli ottimati raggiunse l'apice con la dittatura di Lucio Cornelio Silla (82 a.C.-79 a.C.). Sotto il suo potere, le Assemblee furono private di quasi tutto il loro potere, il totale dei membri del Senato fu portato da 300 a 600, migliaia di soldati si stabilirono nell'Italia del nord e un numero ugualmente grande di popolari fu giustiziato con le liste di proscrizione. Limitò i poteri dei tribuni della plebe, ridusse i consoli e i pretori ai compiti cittadini della direzione politica e dell'amministrazione della giustizia e vietò di ricoprire una medesima carica prima che fossero trascorsi dieci anni. Tuttavia, dopo le dimissioni e la successiva morte di Silla, molti dei suoi provvedimenti politici furono gradualmente ritirati, ma furono più durature le innovazioni nel campo del diritto e del processo penale.
Appartenevano agli "optimates" importanti uomini politici come Lucio Cornelio Silla, Gneo Pompeo Magno, Appio Claudio Pulcro, Marco Porcio Catone detto Il Censore, Marco Porcio Catone Uticense, Publio Cornelio Scipione Emiliano, Quinto Cecilio Metello Pio, Marco Tullio Cicerone, Lucio Valerio Flacco, Lucio Licinio Lucullo, Marco Claudio Marcello, Quinto Mucio Scevola, Lucio Licinio Crasso, Marco Antonio Oratore, Gaio Cassio Longino, Aulo Postumio Albino, Tito Annio Milone, Quinto Pompeo Rufo, Marco Calpurnio Bibulo e Marco Giunio Bruto.